# 周文彰
周文彰（1953年8月—），男，汉族，江苏宝应人，中华人民共和国政治人物。研究生学历，哲学博士学位，研究员，曾任国家行政学院副院长、博士生导师，第十二届全国政协委员，兼任中国人民大学、中国地质大学博士生导师、中国书法家协会理事、中央国家机关书法家协会副主席。

## 生平
1970年10月参加工作，任江苏宝应县双闸小学教师。1973年10月至1975年8月任扬州师范学校英语专业学习。1975年8月至1978年3月任扬州师范学校政治教研室副主任。
1978年3月至1982年1月任南京大学哲学系学习。1982年1月至1985年9月任南京建筑工程学院马列教研室助教（其间1984年9月至1985年7月在南京大学哲学助教进修班进修研究生课程）。1985年9月至1988年7月为中国人民大学哲学系博士研究生。1987年10月加入中国共产党。1988年7月至1989年5月任南京大学哲学系讲师。
1989年5月至1996年1月任海南省社会经济发展研究中心社会文化处副处长、处长。1996年1月至1998年7月任海南省社会经济发展研究中心副主任、党组成员（其间1997年9月至1998年7在中央党校中青班学习）。
1998年7月至2000年1月任中共海南省委宣传部副部长。2000年1月至2000年9月任海南省委宣传部副部长，省社科联党组书记。2000年9月至2002年7月任海南省委宣传部副部长，省社科联党组书记，海南日报社社长、党委书记。2002年7月至2002年9月任海南省委宣传部常务副部长，省社科联党组书记。2002年9月至2009年3月任海南省委常委、宣传部部长。
2009年3月任国家行政学院副院长、党委委员   